# Volby do Zastupitelstva Jihočeského kraje 2024
Volby do Zastupitelstva Jihočeského kraje v roce 2024 se konaly v pátek 20. září a v sobotu 21. září 2024 jako součást celostátních krajských voleb v roce 2024.

## Pozadí
Ve volbách v roce 2020 zvítězilo hnutí ANO s 18,12 % hlasů. Do zastupitelstva se dostalo dalších šest subjektů. Po volbách se na krajské koalici dohodli zástupci ODS, koalice „TOP 09 a KDU-ČSL – Společně pro jižní Čechy“, ČSSD a hnutí JIH 12. Novým hejtmanem byl zvolen Martin Kuba z ODS.
|              |           |          |                |
| Subjekt      | Subjekt   | % (2020) | Mandáty (2024) |
| Koalice (29) |           |          |                |
|              | ODS       | 17,52    | 12/55          |
|              | KDU-ČSL   | 10,45    | 4/55           |
|              | TOP 09    | 10,45    | 3/55           |
|              | SOCDEM    | 8,74     | 6/55           |
|              | JIH 12    | 6,54     | 2/55           |
|              | T2020     | 6,54     | 2/55           |
| Opozice (26) |           |          |                |
|              | Piráti    | 12,85    | 9/55           |
|              | ANO       | 18,12    | 8/55           |
|              | STAN      | 7,38     | 5/55           |
|              | nezávislí | –        | 4/55           |

## Kandidující subjekty
| Číslo | Subjekt | Subjekt                           | Typ              | Fotografie | Lídr                      | Poznámky                                                                                          |
| ----- | ------- | --------------------------------- | ---------------- | ---------- | ------------------------- | ------------------------------------------------------------------------------------------------- |
| 2     |         | JIHOČEŠI 2012                     | politické hnutí  |            | Pavel Hroch               | náměstek hejtmana Jihočeského kraje, poradce NZÚ-Light, předseda sdružení Jihočeská Silva Nortica |
| 7     |         | SPD, Trikolora a PRO              | koalice          |            | Jan Kadlec                | ekonom, zastupitel města České Budějovice                                                         |
| 15    |         | DSZ – ZA PRÁVA ZVÍŘAT             | politická strana |            | Dita Uhriková             | pedagog na ZUŠ, předsedkyně Depozita chlup-nechlup, celoživotní zachránce a ochránce zvířat       |
| 16    |         | PŘÍSAHA občanské hnutí            | politické hnutí  |            | Milan Šírek               | jednatel společnosti                                                                              |
| 21    |         | Česká pirátská strana             | politická strana |            | Josef Soumar              | místostarosta města Písek pro finance a dopravu, zastupitel Jihočeského kraje                     |
| 24    |         | STAROSTOVÉ pro Jihočeský kraj     | koalice          |            | Jaroslava Martanová       | starostka města Vimperk                                                                           |
| 33    |         | LEPŠÍ ŽIVOT PRO LIDI a ND         | politická strana |            | Vladimír Štěpán Kremsa    | universitní profesor, vědecký pracovník                                                           |
| 39    |         | ANO 2011                          | politické hnutí  |            | Roman Kubíček             | poslanec                                                                                          |
| 50    |         | Jihočeská veřejnost               | politické hnutí  |            | Bohumil Komínek           | místostarosta města Jindřichův Hradec                                                             |
| 68    |         | Společně pro jižní Čechy          | koalice          |            | Pavel Klíma               | náměstek hejtmana Jihočeského kraje pro školství a sport                                          |
| 70    |         | Sociální demokracie               | politická strana |            | Tomáš Polanský            | ředitel turistické oblasti Budějovicko                                                            |
| 73    |         | Spolu pro lidi a krajinu          | koalice          |            | Pavla Setničková Nováková | IT projektová manažerka, předsedkyně spolku Lipensko pro život                                    |
| 83    |         | STAČILO!, KSČM, ČSSD, ČSNS, SD-SN | koalice          |            | Kateřina Jirousová        | lékařka, zastupitelka města Soběslav                                                              |
| 85    |         | Občanská demokratická strana      | politická strana |            | Martin Kuba               | hejtman Jihočeského kraje                                                                         |

## Předvolební kampaň

### Občanská demokratická strana
V únoru 2024 hejtman za ODS Martin Kuba začal kampaň s billboardem s textem „Jdu do toho znova“, avšak bez značky ODS. Uvedl k tomu, že každý v Jihočeském kraji ví, že je součástí ODS, takže je tahle informace na billboardě zbytečná.

## Celkové výsledky
|                        |                               |                               |                                   |         |       |       |         |         |
| Strana                 | Strana                        | Strana                        | Strana                            | Hlasy   | Hlasy | Hlasy | Mandáty | Mandáty |
| Strana                 | Strana                        | Strana                        | Strana                            | Abs.    | %     | ±     | Abs.    | ±       |
|                        | Občanská demokratická strana  | Občanská demokratická strana  | Občanská demokratická strana      | 87 383  | 47,5  | +30,0 | 34      | +22     |
|                        | ANO 2011                      | ANO 2011                      | ANO 2011                          | 44 390  | 24,1  | +6,0  | 17      | +5      |
|                        | Stačilo!                      |                               | Komunistická strana Čech a Moravy | 10 247  | 5,6   | +0,7  | 3       | +3      |
|                        | Stačilo!                      | Česká strana národně sociální | 1                                 | 10 247  | 5,6   | +0,7  | +1      |         |
| Celkem                 | Celkem                        | 4                             | +4                                | 10 247  | 5,6   | +0,7  |         |         |
|                        | Společně pro Jižní Čechy      | Společně pro Jižní Čechy      | Společně pro Jižní Čechy          | 8 202   | 4,5   | –6,0  | 0       | –7      |
|                        | SPD, Trikolora a PRO          | SPD, Trikolora a PRO          | SPD, Trikolora a PRO              | 7 581   | 4,1   | –4,0  | 0       | ±0      |
|                        | JIHOČEŠI 2012                 | JIHOČEŠI 2012                 | JIHOČEŠI 2012                     | 6 071   | 3,3   | –3,2  | 0       | –4      |
|                        | STAROSTOVÉ pro Jihočeský kraj | STAROSTOVÉ pro Jihočeský kraj | STAROSTOVÉ pro Jihočeský kraj     | 5 361   | 2,9   | –4,5  | 0       | –5      |
|                        | Česká pirátská strana         | Česká pirátská strana         | Česká pirátská strana             | 4 485   | 2,4   | –10,4 | 0       | –9      |
|                        | Sociální demokracie           | Sociální demokracie           | Sociální demokracie               | 3 654   | 2,0   | –6,8  | 0       | –6      |
|                        | PŘÍSAHA občanské hnutí        | PŘÍSAHA občanské hnutí        | PŘÍSAHA občanské hnutí            | 2 138   | 1,2   |       | 0       |         |
|                        | Jihočeská veřejnost           | Jihočeská veřejnost           | Jihočeská veřejnost               | 1 813   | 1,0   |       | 0       |         |
|                        | Spolu pro lidi a krajinu      | Spolu pro lidi a krajinu      | Spolu pro lidi a krajinu          | 1 220   | 0,6   | –0,1  | 0       | ±0      |
|                        | DSZ - ZA PRÁVA ZVÍŘAT         | DSZ - ZA PRÁVA ZVÍŘAT         | DSZ - ZA PRÁVA ZVÍŘAT             | 746     | 0,4   | –0,4  | 0       | ±0      |
|                        | LEPŠÍ ŽIVOT PRO LIDI a ND     | LEPŠÍ ŽIVOT PRO LIDI a ND     | LEPŠÍ ŽIVOT PRO LIDI a ND         | 616     | 0,3   |       | 0       |         |
| Celkem                 | Celkem                        | Celkem                        | Celkem                            | 183 907 | 100   | –     | 55      | –       |
| Odevzdané obálky       | Odevzdané obálky              | Odevzdané obálky              | Odevzdané obálky                  | 185 111 | 100   | –     | –       | –       |
| Voliči v seznamu/účast | Voliči v seznamu/účast        | Voliči v seznamu/účast        | Voliči v seznamu/účast            | 505 227 | 36,7  | –     | –       | –       |
| Zdroj: Volby.cz        |                               |                               |                                   |         |       |       |         |         |